# Nati nel 1952/Dicembre
| Questa pagina contiene informazioni ricavate automaticamente dalle voci biografiche con l'ausilio del template Bio e di un bot. L'aggiornamento è periodico e automatico e ricostruisce completamente la pagina. Se manca una persona in questa lista, sei pregato di non aggiungerla, ma accertati piuttosto che la sua voce biografica contenga il template Bio e che i dati anagrafici siano correttamente compilati. Se il template Bio manca, inseriscilo tu stesso o, in alternativa, metti l'avviso {{tmp\|Bio}} che ne segnala la mancanza. Se i dati riportati sono sbagliati, correggi direttamente la voce biografica; le modifiche saranno visibili in questa lista entro pochi giorni. Per chiarimenti vedi il progetto biografie. La lista contiene solo le 214 persone che sono citate nell'enciclopedia e per le quali è stato implementato correttamente il template Bio. Pagina aggiornata al 18 ago 2025. |

- 1º dicembre - Jeff Bzdelik, allenatore di pallacanestro statunitense
- 1º dicembre - Egidio Calloni, ex calciatore italiano
- 1º dicembre - Giovanni Florido, politico italiano
- 1º dicembre - Ellen McLain, doppiatrice e cantante statunitense
- 1º dicembre - Anatolij Piskulin, ex triplista sovietico
- 1º dicembre - Rick Scott, politico, imprenditore e avvocato statunitense
- 1º dicembre - Mindaugas Urbaitis, compositore lituano
- 1º dicembre - Pegi Young, cantante statunitense († 2019)
- 2 dicembre - José Antonio Fernández Hurtado, arcivescovo cattolico messicano
- 2 dicembre - Lawrence Heaney, zoologo statunitense
- 2 dicembre - Karel Jarůšek, allenatore di calcio e ex calciatore cecoslovacco
- 2 dicembre - Ulrich Karnatz, ex canottiere tedesco
- 2 dicembre - Peter Kingsbery, cantautore statunitense
- 2 dicembre - Việt Linh, regista, sceneggiatrice e scrittrice vietnamita
- 2 dicembre - Germano Mazzocchetti, musicista e compositore italiano
- 2 dicembre - Andreas Mölzer, politico austriaco
- 2 dicembre - Carol Shea-Porter, politica statunitense
- 2 dicembre - Keith Szarabajka, attore statunitense
- 2 dicembre - Hans-Peter Zaugg, allenatore di calcio e dirigente sportivo svizzero
- 3 dicembre - Don Barnes, cantante, musicista e polistrumentista statunitense
- 3 dicembre - Benny Hinn, pastore protestante e personaggio televisivo statunitense
- 3 dicembre - David Hixon, allenatore di pallacanestro statunitense
- 3 dicembre - Mel Smith, comico, regista e produttore cinematografico britannico († 2013)
- 3 dicembre - Aldo Claudio Zappalà, autore televisivo, regista e produttore televisivo italiano († 2022)
- 4 dicembre - Álvaro Fillol, ex tennista cileno
- 4 dicembre - Ronald Sega, ex astronauta e ingegnere statunitense
- 4 dicembre - Georgi Todorov, ex sollevatore bulgaro
- 5 dicembre - João António Ferreira Resende Alves, allenatore di calcio e ex calciatore portoghese
- 5 dicembre - Günther Förg, pittore, scultore e fotografo tedesco († 2013)
- 5 dicembre - Silvana Nappi, politica italiana
- 5 dicembre - Dave Tomassoni, politico e hockeista su ghiaccio statunitense († 2022)
- 5 dicembre - Miguel Ángel Yunes Linares, avvocato e politico messicano
- 6 dicembre - Edward Etzel, ex tiratore a segno statunitense
- 6 dicembre - Christian Kulik, ex calciatore tedesco
- 6 dicembre - Charles Salvador, criminale e scrittore britannico
- 7 dicembre - Susan Collins, politica statunitense
- 7 dicembre - Georges Corraface, attore francese
- 7 dicembre - Helene Graswander, ex sciatrice alpina austriaca
- 7 dicembre - Philippe Roux, ex sciatore alpino e pilota di rally svizzero
- 7 dicembre - Vittorio Schifilliti, allenatore di calcio e ex calciatore italiano
- 7 dicembre - Amanda Vanstone, politica e ambasciatrice australiana
- 8 dicembre - Paul Child, ex calciatore e allenatore di calcio inglese
- 8 dicembre - Greg Collins, attore e giocatore di football americano statunitense
- 8 dicembre - Tom Duff, informatico e programmatore canadese
- 8 dicembre - Angie Johnson, ex cestista canadese
- 8 dicembre - Ed Lawrence, cestista statunitense († 2015)
- 8 dicembre - Bobby McKean, calciatore scozzese († 1978)
- 8 dicembre - Dino Secco, politico italiano
- 9 dicembre - Ivan Burčin, ex canoista bulgaro
- 9 dicembre - Carlo De Bernardi, allenatore di calcio e calciatore italiano († 2009)
- 9 dicembre - Michael Dorn, attore statunitense
- 9 dicembre - Leonardo Lucchi, scultore italiano
- 9 dicembre - John Marks, ex tennista australiano
- 9 dicembre - C. J. Sansom, scrittore britannico († 2024)
- 9 dicembre - Carlo Severi, antropologo italiano
- 9 dicembre - Silver, fumettista italiano
- 10 dicembre - Susan Dey, attrice statunitense
- 10 dicembre - Martine Dupuy, mezzosoprano francese
- 10 dicembre - Bernd Jakubowski, calciatore tedesco orientale († 2007)
- 11 dicembre - Osamu Akimoto, fumettista giapponese
- 11 dicembre - Andrea De Carlo, scrittore italiano
- 11 dicembre - Carl Sargent, autore di giochi e parapsicologo britannico († 2018)
- 11 dicembre - Susan Seidelman, regista statunitense
- 12 dicembre - Bernard Derrida, fisico francese
- 12 dicembre - Sarah Douglas, attrice britannica
- 12 dicembre - Franco Dragone, regista e direttore teatrale italiano († 2022)
- 12 dicembre - Helen Dunmore, scrittrice e poetessa inglese († 2017)
- 12 dicembre - Giuseppe Matteo Pirisi, politico e architetto italiano
- 12 dicembre - Cathy Rigby, attrice e ginnasta statunitense
- 12 dicembre - Roland Roche, ex sciatore alpino francese
- 12 dicembre - Manuel Rosales, politico venezuelano
- 12 dicembre - Arie Schans, allenatore di calcio olandese
- 12 dicembre - Frank Schwalba-Hoth, politico tedesco
- 13 dicembre - Leonardo Carioni, politico italiano
- 13 dicembre - Frank Grønlund, allenatore di calcio e ex calciatore norvegese
- 13 dicembre - Junkyard Dog, wrestler e giocatore di football americano statunitense († 1998)
- 13 dicembre - Larry Kenon, ex cestista statunitense
- 13 dicembre - Lakshmi, attrice indiana
- 13 dicembre - Jean Rouaud, scrittore francese
- 13 dicembre - Lucia Sardo, attrice italiana
- 13 dicembre - Philippe Sénac, medievista e islamista francese
- 14 dicembre - Andrea Barzini, regista e sceneggiatore italiano
- 14 dicembre - Andrzej Dzięga, arcivescovo cattolico polacco
- 14 dicembre - John Lurie, attore, musicista e pittore statunitense
- 14 dicembre - Gérard Meylan, attore francese
- 14 dicembre - John Newbold, pilota motociclistico britannico († 1982)
- 14 dicembre - Klaus Steinbach, ex nuotatore tedesco
- 15 dicembre - Luis Alberto Acosta, ex calciatore uruguaiano
- 15 dicembre - Marta DuBois, attrice panamense († 2018)
- 15 dicembre - Gabriele Geretto, allenatore di calcio italiano
- 15 dicembre - Rosario Giuè, presbitero, scrittore e teologo italiano
- 15 dicembre - Guido Guglielminetti, bassista e compositore italiano
- 15 dicembre - Bill Higgins, ex cestista statunitense
- 15 dicembre - Guy Laporte, rugbista a 15, allenatore di rugby a 15 e dirigente sportivo francese († 2022)
- 15 dicembre - Yukitaka Omi, ex calciatore giapponese
- 15 dicembre - Lorenzo Signorini, organista e compositore italiano
- 15 dicembre - Allan Simonsen, ex calciatore e allenatore di calcio danese
- 15 dicembre - Michael Staniforth, attore e cantante inglese († 1987)
- 15 dicembre - Julie Taymor, regista statunitense
- 16 dicembre - Robert Balling, geografo e climatologo statunitense
- 16 dicembre - Zina Boniolo, ex mezzofondista italiana
- 16 dicembre - Boško Božić, allenatore di pallacanestro croato († 2018)
- 16 dicembre - Leli Fabri, ex calciatore maltese
- 16 dicembre - Francesco Graziani, ex calciatore e allenatore di calcio italiano
- 16 dicembre - Jorge Luis Pinto, allenatore di calcio colombiano
- 16 dicembre - Walter Speggiorin, ex calciatore italiano
- 16 dicembre - Cheryl Toussaint, ex velocista statunitense
- 16 dicembre - Vladimir Žigilij, ex cestista sovietico
- 17 dicembre - Bruno Armando, attore e traduttore italiano († 2020)
- 17 dicembre - Jochen Bachfeld, ex pugile tedesco
- 17 dicembre - Armando Mango, musicista, compositore e paroliere italiano
- 17 dicembre - René Simões, allenatore di calcio brasiliano
- 17 dicembre - Charlotte Schwab, attrice svizzera
- 17 dicembre - Ed Starink, musicista e compositore olandese
- 18 dicembre - Evgenija Birjukova, ex tennista sovietica
- 18 dicembre - David Hentschel, musicista e produttore discografico britannico
- 18 dicembre - Hocine, fotografo algerino
- 18 dicembre - Krystyna Janda, attrice polacca
- 18 dicembre - John Revi Mathews, teologo indiano
- 19 dicembre - Paul-Siméon Ahouanan Djro, arcivescovo cattolico ivoriano († 2024)
- 19 dicembre - Gianfranco Conte, politico italiano
- 19 dicembre - Giorgio Gandini, politico italiano
- 19 dicembre - Christian Harbulot, economista e politologo francese
- 19 dicembre - Scott Lloyd, ex cestista e allenatore di pallacanestro statunitense
- 19 dicembre - Giuliano Manfredi, ex calciatore italiano
- 19 dicembre - Walter Murphy, compositore, arrangiatore e cantautore statunitense
- 19 dicembre - Ornella Rizzo, tiratrice a segno e arciera italiana († 2017)
- 19 dicembre - Linda Woolverton, sceneggiatrice e scrittrice statunitense
- 20 dicembre - Jenny Agutter, attrice britannica
- 20 dicembre - Milovan Bakić, ex calciatore jugoslavo
- 20 dicembre - Terry George, regista e sceneggiatore britannico
- 20 dicembre - Maurizio Iannelli, regista e terrorista italiano
- 20 dicembre - Irving Nattrass, ex calciatore inglese
- 20 dicembre - Manuel Nájera, ex calciatore messicano
- 20 dicembre - Rubén Pellejero, disegnatore e illustratore spagnolo
- 20 dicembre - Sergio Vastano, attore, comico e cabarettista italiano
- 21 dicembre - Eraldo Baldini, scrittore italiano
- 21 dicembre - Renato Boccardo, arcivescovo cattolico italiano
- 21 dicembre - Dennis Boutsikaris, attore statunitense
- 21 dicembre - Cosme da Silva Campos, ex calciatore brasiliano
- 21 dicembre - Steve Furniss, ex nuotatore statunitense
- 21 dicembre - Vladimer Gutsaevi, allenatore di calcio e ex calciatore sovietico
- 21 dicembre - Marlene Infante, ex schermitrice cubana
- 21 dicembre - Victor Merello, ex calciatore cileno
- 22 dicembre - Jacques Bossis, ex ciclista su strada e pistard francese
- 22 dicembre - Paola Del Bosco, attrice, doppiatrice e direttrice del doppiaggio italiana
- 22 dicembre - Mircea Grabovschi, pallamanista e allenatore di pallamano rumeno († 2024)
- 22 dicembre - Raúl Isiordia, ex calciatore messicano
- 22 dicembre - Sandra Kalniete, politica lettone
- 22 dicembre - Marco Luchetta, giornalista italiano († 1994)
- 22 dicembre - Maria Roberta Schranz, ex sciatrice alpina italiana
- 23 dicembre - Sergio Andreis, politico e attivista italiano
- 23 dicembre - Alex Bruce, ex calciatore scozzese
- 23 dicembre - Alberto Carpinteri, ingegnere italiano
- 23 dicembre - William Kristol, giornalista statunitense
- 23 dicembre - David Loebsack, politico e insegnante statunitense
- 24 dicembre - Peter Forsyth Christensen, vescovo cattolico statunitense
- 24 dicembre - Bruno Cipolla, canottiere italiano
- 24 dicembre - Patrick Pons, pilota motociclistico francese († 1980)
- 24 dicembre - Hilkka Riihivuori, ex fondista finlandese
- 24 dicembre - Samiu Vaipulu, politico tongano
- 24 dicembre - Tony Young, calciatore inglese († 2024)
- 25 dicembre - Reto Barrington, ex sciatore alpino canadese
- 25 dicembre - Desireless, cantante francese
- 25 dicembre - Murphy Guyer, attore e drammaturgo statunitense
- 25 dicembre - Youssouf Ouédraogo, politico burkinabé († 2017)
- 25 dicembre - CCH Pounder, attrice guyanese
- 25 dicembre - Paul Steinhardt, fisico e cosmologo statunitense
- 26 dicembre - Aleksandr Ankvab, politico abcaso
- 26 dicembre - Cleopas Dlamini, dirigente d'azienda e politico swati
- 26 dicembre - Joachim Dreifke, ex canottiere tedesco
- 26 dicembre - Guy Goethals, ex arbitro di calcio belga
- 26 dicembre - Mutabaruka, cantante giamaicano
- 26 dicembre - Manuel Mesa, ex calciatore spagnolo
- 26 dicembre - Riki Sorsa, cantante finlandese († 2016)
- 27 dicembre - Klaus Bachlechner, ex calciatore italiano
- 27 dicembre - Rita Bernardini, politica italiana
- 27 dicembre - Stefania Bertola, scrittrice, traduttrice e sceneggiatrice italiana
- 27 dicembre - Keith Briffa, climatologo britannico († 2017)
- 27 dicembre - David Knopfler, chitarrista e cantautore britannico
- 27 dicembre - Gianni Nocenzi, musicista, tastierista e compositore italiano
- 27 dicembre - Ernesto Ros, pugile italiano († 2022)
- 28 dicembre - Guido Harari, fotografo e critico musicale italiano
- 28 dicembre - Giovanni Mezzani, ex tiratore a segno italiano
- 28 dicembre - Božidar Milojković, fumettista e illustratore serbo
- 28 dicembre - Antonio Mura, vescovo cattolico italiano
- 28 dicembre - Vítor Serrão, docente e storico dell'arte portoghese
- 28 dicembre - Mária Zakariás, ex canoista ungherese
- 28 dicembre - Pier Fortunato Zanfretta, italiano
- 29 dicembre - Stefano Cagliano, medico e divulgatore scientifico italiano
- 29 dicembre - João Dickson Carvalho, ex calciatore brasiliano
- 29 dicembre - Gelsey Kirkland, ex ballerina statunitense
- 29 dicembre - Rudy Lenners, batterista belga
- 29 dicembre - Joe Lovano, sassofonista, clarinettista e flautista statunitense
- 29 dicembre - Flavio Miozzo, dirigente sportivo e ex ciclista su strada italiano
- 30 dicembre - June Anderson, soprano statunitense
- 30 dicembre - Jesús Ferrero, scrittore e giornalista spagnolo
- 30 dicembre - Réjean Genois, ex tennista canadese
- 30 dicembre - Judit Kárász, ex cestista ungherese
- 30 dicembre - Cécile La Grenade, politica grenadina
- 30 dicembre - Mary Ellen Miller, storica dell'arte statunitense
- 30 dicembre - Filippo Penati, politico e dirigente sportivo italiano († 2019)
- 30 dicembre - John Seymour, XIX duca di Somerset, nobile e politico britannico
- 30 dicembre - Paramjit Singh, cestista indiano († 2024)
- 30 dicembre - S. P. Somtow, scrittore, compositore e regista thailandese
- 31 dicembre - Don Ford, ex cestista statunitense
- 31 dicembre - Giordano Galli, ex calciatore italiano
- 31 dicembre - Vaughan Jones, matematico neozelandese († 2020)
- 31 dicembre - Elizabeth Norment, attrice statunitense († 2014)
- 31 dicembre - Richard Páez, allenatore di calcio e ex calciatore venezuelano
- 31 dicembre - Candido Raini, tecnico del suono italiano
- 31 dicembre - Jean-Pierre Rives, ex rugbista a 15, attore e scultore francese
- 31 dicembre - Carlos Sintas, ex calciatore uruguaiano
- 31 dicembre - Riccardo Viale, medico e scienziato italiano